# Ecuadoriansk-peruanska kriget
Ecuadoriansk-peruanska kriget, även kallat 1941 års krig (spanska: Guerra del 41), var ett gränskrig som utkämpades under perioden 5-31 juli 1941, och var den första av tre konflikter mellan de två staterna under 1900-talet. 

## Förlopp

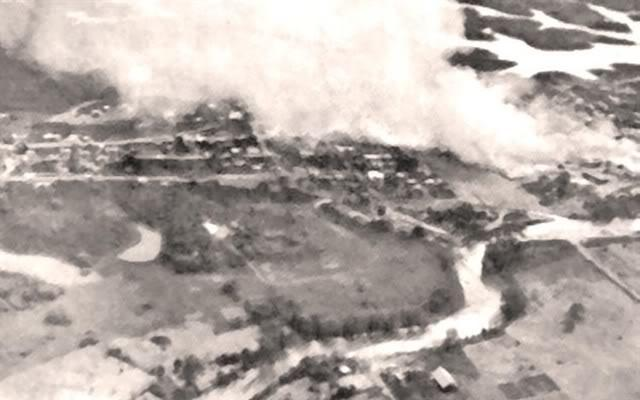
En ecuadoriansk stad brinner sedan den bombats av det peruanska flygvapnet.

Peruanska trupper anföll med överlägsna styrkor Ecuador den 5 juli 1941. Peru ockuperade de västra delarna av Ecuadors provins El Oro och delar av Lojaprovinsen och soldaterna smög sedan in i Amazonområdet, som tillhörde Ecuador, enligt ett avtal om status quo från 1936. Den 29 juli flygbombade det peruanska flygvapnet ett antal ecuadorianska städer. Påtryckningar från USA, Brasilien och Argentina förhindrade vidare peruanska angrepp.
Ett preliminärt stilleståndsavtal tvingades fram och de peruanska trupperna tillbaka från de ockuperade områdena. I det efter påtryckningar framförhandlade gränsfördraget i Rio de Janeiro, som undertecknades 1942, avträdde Ecuador 18 552 km² av vad de tidigare kontrollerat, medan Peru avträdde 5 072 km² av vad de tidigare kontrollerat. 1960 förklarade Ecuadors president gränsfördraget för ovilligt, därför att det framtvingats genom militärt våld och medan ecuadoranska städer befann sig under militär ockupation och civilbefolkningen hölls som gisslan.